# Сеттимо-Миланезе
Сеттимо-Миланезе (итал. Settimo Milanese) — город в Италии, в провинции Милан области Ломбардия.
Население составляет 17 121 человек, плотность населения составляет 1712 чел./км². Занимает площадь 10 км². Почтовый индекс — 20019. Телефонный код — 02.
Покровителем города почитается святитель Амвросий Медиоланский, празднование 7 декабря.
В  Сеттимо-Миланезе родился в 1874 году  Риккардо Бальзамо-Кривелли, итальянский поэт-эпик.